# Hibiscus citrinus
Hibiscus citrinus är en malvaväxtart som beskrevs av P.A. Fryxell. Hibiscus citrinus ingår i Hibiskussläktet som ingår i familjen malvaväxter. Inga underarter finns listade i Catalogue of Life.